# Sicyos odonellii
Sicyos odonellii är en gurkväxtart som beskrevs av Mart.-crov. Sicyos odonellii ingår i släktet hårgurkor, och familjen gurkväxter. Inga underarter finns listade i Catalogue of Life.